# Iwan Dmitrijewitsch Morosow
Iwan Dmitrijewitsch Morosow (russisch Иван Дмитриевич Морозов; englische Transkription: Ivan Dmitriyevich Morozov; * 5. Mai 2000 in Werchnjaja Salda) ist ein russischer Eishockeyspieler, der seit Juni 2024 beim HK Spartak Moskau aus der Kontinentalen Hockey-Liga unter Vertrag steht und dort auf der Position des Centers spielt.

## Karriere
Iwan Morosow begann im Alter von dreieinhalb Jahren mit dem Eishockeysport und gehörte der Eishockeyschule in Nischnjaja Salda unter Trainer Jewgeni Tanljewski an. 2008 wechselte er in den Nachwuchs von Gasowik Tjumen und spielte für die verschiedenen Nachwuchsmannschaften des Klubs. Im Alter von 14 Jahren ging er an die Sportschule der Olympischen Reserve in Chanty-Mansijsk und spielte für die Juniorenmannschaften des HK Jugra Chanty-Mansijsk, unter anderem in der Molodjoschnaja Chokkeinaja Liga (MHL). Am 20. Januar 2018 debütierte er für die Profimannschaft des Klubs in der KHL gegen den HK Traktor Tscheljabinsk. Im Mai 2018 wechselte er gegen Zahlung einer Ablösesumme zum SKA Sankt Petersburg, für den er am 14. November 2018 in einem Heimspiel gegen Admiral Wladiwostok sein Debüt in der Kontinentalen Hockey-Liga (KHL) gab. Parallel spielte er für die Juniorenmannschaften des Klubs (SKA-1946 und SKA-Wagarja) in der MHL sowie das Farmteam SKA-Newa Sankt Petersburg in der Wysschaja Hockey-Liga. Wenig später wurde er im NHL Entry Draft 2018 an 61. Position von den Vegas Golden Knights ausgewählt.
Im weiteren Verlauf etablierte sich Morosow im KHL-Aufgebot von Sankt Petersburg, verlor diesen Stammplatz allerdings während der Saison 2021/22, als er wieder überwiegend in der Wysschaja Hockey-Liga auf dem Eis stand. In der Folge gab man ihn im Dezember 2021 an den HK Sotschi ab, wo er die Spielzeit beendete und anschließend im April 2022 einen Einstiegsvertrag bei den Vegas Golden Knights unterzeichnete. Für deren Farmteam, die Henderson Silver Knights, bestritt er anschließend noch einige wenige Partien in der American Hockey League (AHL). Bei den Silver Knights verbrachte er anschließend die gesamte Spielzeit 2022/23, bevor er im Juli 2023 für die Saison 2023/24 zurück in die Heimat an den HK Spartak Moskau verliehen wurde. Im Juni 2024 wurde er schließlich fest von Spartak unter Vertrag genommen.

### International
Morosow bestritt mit der U18-Weltmeisterschaft 2018 sein erstes großes Turnier, bei der das Team mit dem sechsten Rang die Medaillenränge deutlich verpasste. Mit der russischen U20-Nationalmannschaft nahm er anschließend an den U20-Weltmeisterschaften 2019 und 2020 teil, wobei die Sbornaja eine Bronze- sowie eine Silbermedaille errang.
Darüber hinaus gab er im Rahmen der Euro Hockey Tour 2019/20 sein Debüt für die A-Nationalmannschaft seines Heimatlandes und wurde im Mai 2021 für die Eishockey-Weltmeisterschaft der Herren 2021 nominiert. Dort belegte er mit der Mannschaft unter neutraler Flagge den fünften Platz.

## Erfolge und Auszeichnungen
- 2019 Bronzemedaille bei der U20-Junioren-Weltmeisterschaft
- 2020 Silbermedaille bei der U20-Junioren-Weltmeisterschaft
- 2020 KHL-Rookie des Monats Januar

## Karrierestatistik
Stand: Ende der Saison 2023/24

### International
Vertrat Russland bei:
- U18-Junioren-Weltmeisterschaft 2018
- U20-Junioren-Weltmeisterschaft 2019
- U20-Junioren-Weltmeisterschaft 2020
- Weltmeisterschaft 2021

(Legende zur Spielerstatistik: Sp oder GP = absolvierte Spiele; T oder G = erzielte Tore; V oder A = erzielte Assists; Pkt oder Pts = erzielte Scorerpunkte; SM oder PIM = erhaltene Strafminuten; +/− = Plus/Minus-Bilanz; PP = erzielte Überzahltore; SH = erzielte Unterzahltore; GW = erzielte Siegtore; 1 Play-downs/Relegation; Kursiv: Statistik nicht vollständig)